# Elektrownia Bullendale
Elektrownia Bullendale w Nowej Zelandii – najstarsza elektrownia wodna, która powstała w 1886 roku na potrzeby kopalni złota  w regionie Otago.

## Historia
Bullendale lub The Reefs, było miastem  górników złota, zlokalizowanym w pobliżu kopalni Phoenix w Skippers Creek. Powstało w latach sześćdziesiątych XIX wieku, a do roku 1896 miało 107 mieszkańców. W 1889 roku cały teren miasta należał do Phoenix Mining Company, której właścicielem był George Bullen i po nim miastu nadano nazwę.
Kopalnia złota Phoenix w Bullendale jako pierwsza korzystała z energii elektrycznej, budując własną  elektrownię wodną, która powstała w 1886 roku.  Cały sprzęt hydrotechniczny dostarczono do elektrowni  przy pomocy kolejki wąskotorowej ułożonej w  wąwozie. W pierwszej elektrowni woda spływała w dół rurami przymocowanymi do ściany 60 metrowego  klifu  i napędzała dwie turbiny Peltona znajdujące się na dole. Zasilały one dwie prądnice firmy Brush. Energia elektryczna następnie była przesyłana przewodem miedzianym 8 mm zawieszonym na słupach do akumulatora w odległym o 3 km Bullendale. Była to pierwsza linia przesyłowa energii elektrycznej w Nowej Zelandii.
Bullendale ma znaczenie międzynarodowe, ponieważ jest to jeden z najstarszych zachowanych obiektów hydroelektrycznych na świecie.
Kopalnia pracowała do 1901 roku, a w 1907 została ostatecznie zamknięta. Podczas  pierwszej wojny światowej żelazne elementy zostały zdemontowane i z całego miasteczka pozostały tylko dwie chaty.

## Rekonstrukcja elektrowni
Po zamknięciu kopalni nie usunięto znacznej części ciężkiego sprzętu. Najważniejsze jest to, że oryginalna turbina i silnik elektryczny z 1885 pozostały na miejscu. Nie są one kompletne, brakuje elementów wykonanych z miedzi.
W 1984 roku powołano komitet "Centennial Generation Generation", który podjął decyzję o rekonstrukcji głównych elementów na miejscu. Prace rekonstrukcyjne w tym miejscu wykonano w 1986 roku. Główne elementy prądnic zostały przeniesione na rekonstrukcję drewnianego szkieletu. W 1996 roku zostały przeprowadzone badania archeologiczne, podczas których znaleziono fragmenty budynku, w którym mieściły się prądnice. Opisano wtedy szczegółowo  jak wyglądała kopalnia i odkryto, że  zachował się oryginalny silnik elektryczny. Znajduje się on niedaleko wejścia do kopalni.